# 无锡一棉纺织集团
31°35′41″N 120°23′28″E / 31.59471°N 120.39112°E
无锡一棉纺织集团，原为无锡市第一棉纺织厂、国营无锡市第一棉纺织厂、申新第三纺织厂，是位于中华人民共和国江苏省无锡市锡山经济技术开发区团结中路21号的一个合资纺织集团。

## 沿革

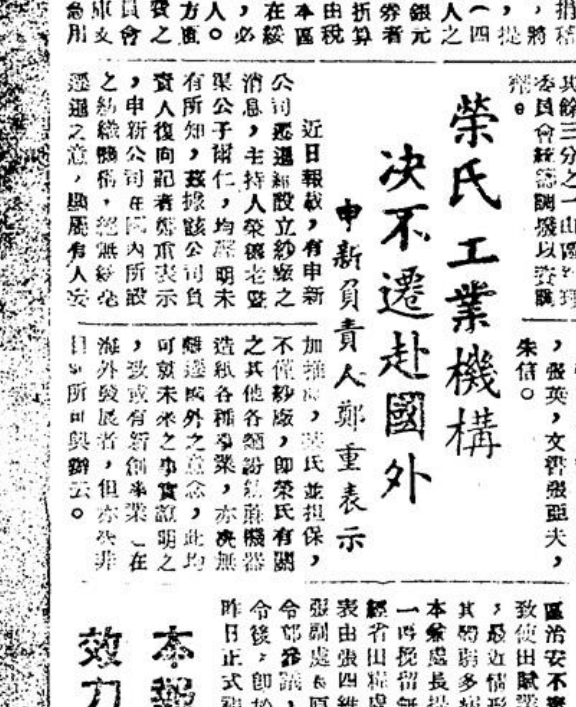
1949年3月15日，荣氏家族在无锡《人报》上刊登公告宣布其工业机构不撤往国外

前身由荣宗敬、荣德生集资150万元在西门太保墩购地122亩，于1919年筹建的申新第三纺织厂，1921年投产。建厂初期有职工3300余人，纱锭51008枚，布机500台；生产“人钟”、“人鱼”牌纱和“握手”牌棉布等产品。1937年10月6日，申三设在无锡火车站旁的新仁堆栈被日军空军炸毁。日军占领无锡后，申新栈房、轧花厂、布厂、清花间、4.8万担棉花、6.4万多匹棉布等被日军烧毁。1938年日军将申三交日商上海纺织公司代管。1945年抗日战争胜利后，荣德生奔走获得“准于接收沦陷区内所属各面粉厂及纱厂”的批示。申三不断获利并偿还债务，在梁溪河西扩建了4万锭的新工场。中华人民共和国成立后，1954年进行公私合营。1966年，改名为国营无锡市第一棉纺织厂。文化大革命结束后，更名为第一棉纺织厂长新集团有限公司。2003年，与香港长江精密纺织有限公司合资。2008年，该厂搬迁至东亭。

## 组成
无锡一棉纺织集团包括以下组成：
- 无锡一棉投资有限公司
- 无锡长江精密纺织有限公司
- 泰州长新（兴化）纺织有限公司
- 无锡庆丰（大丰）纺织有限公司
- 无锡市第三棉纺织厂

## 产品
- 纯棉紧密纺纱线 CM 100s DE
- 纯棉紧密纺纱线 CM 80s/2 DE
- 纯棉紧密纺纱线 CM 120s/2 DE
- 化纤紧密纺纱线 CM/T 60/40 100s/2 DE
- 化纤紧密纺纱线 CM/T 80/20 80s/2 DE
- 化纤紧密纺纱线 CM/T 80/20 100s/2 DE